# Everyday Is Christmas (албум)
Everyday Is Christmas је осми студијски и први божићни албум аустралијске кантауторке Сије, издат 17. новембра 2017. године за Atlantic Records и Monkey Puzzle. Ово је њен први албум у чијој изради је учествовала дискографска кућа Atlantic. У писању песама је, поред Сије, учествовао и Грег Курстин, који је био и продуцент албума. Водећи сингл Santa's Coming for Us објављен је 30. октобра 2017, а Snowman је као промотивни сингл објављен 9. новембра.

## Снимање и објављивање
Сија је потврдила објављивање свог првог божићног албума 1. августа 2017. Ово је њен први пројекат са Atlantic Records-ом и садржи оригиналне песме које је написао и копродуцирао њен дугогодињи сарадник Грег Курстин, који је радио са Сијом на њена 3 предходна албума: We Are Born (2010), 1000 Forms of Fear (2014) и This Is Acting (2016). Курстин је такође и продуцирао цео албум. Песма Everyday Is Christmas је објављена посредством Сијине сопствене издавачке куће, Monkey Puzzle, а у Аустралији путем копаније Inertia. Сијина честа плесна сарадница, Медисон Никол Зиглер, налази се на омоту албума.

## Композиција
Главна верзија албума садржи десет оригиналних песама које су Сија и Курстин написали и продуцирали. Постоји и јапанско издање које је објавила компанија Warner Music Japan, а он садржи и додатну нумеру под називом My Old Santa Claus. У новембру 2018. године Сија је објавила специјално издање албума, на коме су се нашле три додатне нумере. У Сједињеним Америчким Државама специјално издање је продавала корпорација Target.

## Промоција
Водећи сингл, Santa's Coming for Us, објављен је 30. октобра 2017. године, заједно с редоследом песама за албума. Музички видео у ком Кристен Бел глуми организаторку божићне забаве, објављен је 22. новембра. Песма је достигла на 9. место Билбордове рекордне листе за највећу дигиталну продају празничне песме, 1. на табели Adult Contemporary и 51. на листи 100 најбољих песама у Холандији. У Великој Британији је достигла на 39, а у Шкотској на 70. место.
Песма Snowman је објављена 9. новембра 2017, након чега је достигла 3. место на листи за највећу дигиталну продају празничне песме. На истој листи су се нашле и песме Candy Cane Lane, која је врхунац достигла на 13. и Everyday Is Christmas на 28. месту. Сија се појавила у емисијама Шоу Елен Деџенерес (са Медисон Никол Зиглер) и The Voice, где је извела песму Snowman.